# Confusión y difusión
Confusión y difusión son dos conceptos relacionados con la teoría de la información y de la comunicación.
Claude Shannon, uno de los padres de esta teoría, participó con ciertos postulados acerca de los sistemas de cifrado. Según Shannon, para hacer un algoritmo de cifrado más resistente es necesario que cumpla con la difusión y confusión. De esta forma se reducía considerablemente la posibilidad de detectar el algoritmo por análisis de frecuencias. 
De esta manera, la difusión nos dice que si se cambia un bit en el texto sin cifrar, deberían cambiarse la mayor cantidad posible de bits en el texto cifrado. Para conseguir este efecto se realizan las permutaciones. En cambio la confusión quiere decir que la relación entre el texto cifrado y la clave sea lo más compleja posible. Para este caso las sustituciones cumplen con dicho objetivo.
Horst Feistel en 1971 trabajó en el proyecto Lucifer de IBM, proyecto en el que nace la estructura de feistel, esta estructura incorpora el pensamiento de Shannon acerca de la difusión y confusión, de manera que se aplicaron permutaciones y sustituciones respectivamente para producir estos efectos.
- Datos: Q1224520